# Brasão de armas dos Estados Federados da Micronésia

Brasão de armas dos Estados Federados da Micronésia

No Selo do Governo dos Estados Federados da Micronésia, de forma circular, aparece uma palmeira sobre uma ilhota representado esquematicamente de cor marrom. A palmeira e a ilhota estão situados sobre um fundo de cor azul escuro que simboliza o Oceano Pacífico. Sobre o oceano aparecem representados, de cor azul claro, o céu e a bandeira da Federação com suas quatro estrelas brancas, de cinco pontas cada uma, que simbolizam os quatro grupos de ilhas que se uniram para formar os Estados Federados da Micronésia. No selo as quatro estrelas estão colocadas na parte superior do fundo azul.
Abaixo da palmeira, em uma faixa de cor branca, pode ler-se o lema nacional, “Peace, Unity, Liberty” (“Paz, União, Liberdade”). Abaixo da faixa aparece o número 1979, ano em que quatro dos distritos do Protectorado das Ilhas do Pacífico das Nações Unidas ratificaram uma nova Constituição para converter-se nos Estados Federados de Micronésia.
O fundo de cor azul (claro e escuro) está rodeado por uma borda de cor branca, limitado em sua parte exterior por una trama de cor azul. Nesta borda aparece escrita a legenda: “Government of the Federated States of Micronesia” (“Governo dos Estados Federados de Micronésia”).